# Miloš Dimić
Miloš Dimić (in serbo Милош Димић?; Leskovac, 17 ottobre 1989) è un cestista serbo.

## Carriera
Con la Serbia ha disputato i Giochi del Mediterraneo di Mersin 2013.

## Palmarès

### Squadra
- Campionato bosniaco: 1

Igokea: 2014-15

### Individuale
- KLS MVP: 1

Radnički: 2011-12